# Komunál
Komunál, dříve Komunální odpad, je rock-metalová kapela z Chlumce nad Cidlinou založená v roce 1992.
Lídrem skupiny je zpěvák Luboš Suchánek. Další členové kapely jsou Jarda Bárt Novák (klávesy), David Hlaváček (bicí), Pavel Erny Hanuš (kytara), Filip Litera (baskytara), Radek Plachetka (kytara).
Na podzim roku 2009 se kapela rozhodla natočit své první DVD se záznamem živého koncertu. Tato akce nazvaná "Koncert pro superfans" se konala v Králíkách u Nového Bydžova. Krátce na to došlo k rozporům mezi managementem kapely a členy kapely. Došlo k ukončení spolupráce, Komunální odpad se tudíž musel buď rozpadnout, nebo změnit název. Jméno si zkrátili na Komunál a funkci managementa obsadil frontman kapely Luboš Suchánek, který zároveň zpívá a skládá texty. Původní management měl práva na vydání natočeného DVD, po dlouhém boji a "vyplacení" nemalé částky získal nově vzniknutý Komunál alespoň zvukový záznam, který vydal v roce 2010 jako CD Best of live. Krátce na to vydává na podzim roku 2010 kapela další studiové CD Jako psanec.
Komunál nadále pokračuje v koncertování a zároveň se s koncerty vydává i daleko za hranice Východočekého kraje. V roce 2013 přichází na svět další CD nazvané Bar u zašlejch časů. Připravuje se natáčení dalšího DVD k výročí dvaceti letům kapely, na kterém bude zároveň CD pokřtěno. Na křtu opět v Králíkách u Nového Bydžova se mj. objevili fotbalový reprezentant Václav Pilař nebo starosta Jaroměře Jiří Klepsa. V tomto DVD pro fanoušky se jako hosté objevili i Vláďa Šafránek z Walda Gangu, bývalý zpěvák Harleje, a Český chlapecký sbor z Hradce Králové. DVD 20 let s námi, s bonusovým dokumentem o historii kapely, vychází na jaře roku 2014.
Na podzim roku 2017 vyrazili jako host kapely Dymytry na Svijany Tour 2017.

## Vydaná CD
1. Rock ze záhrobí (1998)
2. Propast (1999)
3. The best of Krchov (2000)
4. Mezi supy málem králem (2001)
5. Mr. Klon (2002)
6. Bůh má jednu tvář (2003)
7. Jedenáct hodin do útoku (2004)
8. Cesty do nebe (2006)
9. MMVIII (2008)
10. Best of live – kompilace (2010)
11. Jako psanec (2010)
12. Bar u zašlejch časů (2013)
13. Vlci v nás (2015)
14. 25 ran bičem (2017)
15. Naše věc (2020)
16. Nedáme se zlomit (2024)